# Bitwa na Morzu Jawajskim
Bitwa na Morzu Jawajskim – bitwa morska stoczona 27 lutego 1942 roku podczas II wojny światowej, między flotami aliancką i japońską na Morzu Jawajskim, na północ od Jawy. Zakończyła się zwycięstwem japońskim i zniszczeniem trzonu floty holenderskiej na obszarze Azji Południowo-Wschodniej. Następstwem bitwy było kilka mniejszych akcji morskich wokół Jawy, w tym mała, ale znacząca bitwa w Cieśninie Sundajskiej.

## Podłoże
Równocześnie z atakiem na amerykańską bazę morską Pearl Harbor 7 grudnia 1941, zapoczątkowującym działania II wojny światowej na Pacyfiku, Japończycy skierowali główne uderzenie na południe, w celu zajęcia w pierwszym rzędzie archipelagów Filipin i Indonezji oraz Półwyspu Malajskiego z Singapurem. Obszar Indonezji stanowił wówczas kolonię holenderską – Holenderskie Indie Wschodnie. Jej wielkim bogactwem były złoża ropy naftowej. Jedynym sposobem opanowania Filipin i Indii Wschodnich były desanty morskie przy pomocy statków transportowych, pod osłoną marynarki japońskiej i dominującego w powietrzu japońskiego lotnictwa. Jeszcze w grudniu Japończycy wylądowali na wyspie Borneo, a w styczniu na Celebesie. Od Sumatry i Jawy odgradzało ich wewnętrzne Morze Jawajskie.
Po zatopieniu dwóch brytyjskich pancerników 10 grudnia 1941 pod Kuantanem, flocie japońskiej mogły się przeciwstawić jedynie stosunkowo słabe i nieliczne siły państw alianckich na tym obszarze. 3 stycznia 1942 utworzono wspólne dowództwo nad sprzymierzonymi siłami amerykańskimi, brytyjskimi, holenderskimi i australijskimi na obszarze południowo-wschodniej Azji, nazwanymi ABDA (skrót od angielskich nazw sprzymierzonych państw). 15 stycznia dowództwo nad flotą ABDA objął amerykański wiceadmirał Thomas Hart. Jej główną bazą była Surabaja na Jawie. 3 lutego sformowano Zespół Uderzeniowy sił ABDA (ABDACOM Striking Force), pod dowództwem holenderskiego kontradmirała Karela Doormana, przeznaczony do walki z japońskimi zespołami inwazyjnymi. W jego skład początkowo wchodziły dwa holenderskie krążowniki lekkie „De Ruyter” i „Tromp”, amerykański krążownik ciężki USS „Houston” i lekki USS „Marblehead” oraz kilka niszczycieli. 
4 lutego, podczas ataku japońskich samolotów na siły zespołu koło wysp Kangean na północ od Bali, uszkodzone zostały krążownik USS „Houston”, na którym bomba zniszczyła jedną z trzech wież artyleryjskich oraz krążownik USS „Marblehead”, który następnie został odesłany na remont na Cejlon i nie uczestniczył w dalszych działaniach w tym rejonie. W skład Zespołu Uderzeniowego włączono za to brytyjski ciężki krążownik HMS „Exeter” i lekkie krążowniki: australijski HMAS „Hobart” i holenderski „Java”. 15 lutego zespół wyruszył w celu przechwycenia japońskich transportowców w pobliżu wyspy Bangka, lecz operacja nie powiodła się wobec ataku japońskiego lotnictwa pokładowego. W nocy z 19 na 20 lutego doszło do nocnego boju w cieśninie Badung koło Bali z japońskim zespołem transportowym, który jednak zakończył się niepowodzeniem aliantów. W walce z japońskimi niszczycielami uszkodzony został krążownik „Tromp”, na skutek czego został skierowany na remont do Australii, oraz zatopiony został jeden holenderski niszczyciel.

## Bitwa
26 lutego alianci uzyskali informację, że w morze w kierunku Jawy wyszły na południe dwa japońskie duże zespoły transportowców, osłaniane przez grupy niszczycieli i krążowników. Holenderski wiceadmirał Conrad Helfrich, który zmienił wiceadmirała Harta na stanowisku głównodowodzącego flotą ABDACOM (mimo że samo dowództwo ABDACOM zostało już rozwiązane), nakazał Zespołowi Uderzeniowemu zaatakować Japończyków. Zespół wyszedł z Surabai wieczorem 26 lutego, w składzie krążowników ciężkich USS „Houston” i HMS „Exeter”, krążowników lekkich „De Ruyter”, „Java” i australijskiego HMAS „Perth” oraz 9 niszczycieli: holenderskich „Kortenaer”, „Witte de With”, brytyjskich HMS „Electra”, „Encounter” i „Jupiter” oraz starych amerykańskich typu Clemson: USS „John D. Edwards”, „Alden”, „John D. Ford” i „Paul Jones”. Okrętem flagowym kontradmirała Doormana był „De Ruyter”. Przez noc i połowę następnego dnia 27 lutego zespół krążył u północnego wybrzeża Jawy w poszukiwaniu wroga, lecz bez skutku, więc zdecydował wrócić do portu dla uzupełnienia zapasów. Po godzinie 14, kiedy alianckie okręty już przymierzały się do wejścia do portu, kadm. Doorman uzyskał informację dowództwa o spostrzeżeniu japońskiego zespołu ok. 80 mil morskich od niego, na zachód od wysepki Bawean, po czym rozkazał zespołowi zawrócić.

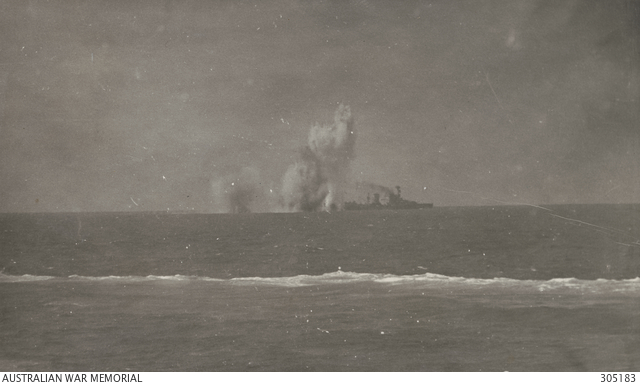
Atak japońskich bombowców na Hr.Ms. „Java” podczas bitwy

O godzinie 16:12 brytyjskie niszczyciele jako pierwsze spostrzegły wrogie okręty, płynące w trzech zespołach. Były to dwie flotylle dużych niszczycieli prowadzone przez lekkie krążowniki „Jintsu” i „Naka” (łącznie 14 niszczycieli) oraz zespół sił przykrycia admirała Takagi w składzie dwóch ciężkich krążowników „Nachi” i „Haguro”. Okręty te oddzielały aliancki zespół od sił transportowych, na zniszczenie których miał nadzieję Doorman. Alianckie krążowniki płynęły w szyku: „De Ruyter”, HMS „Exeter”, USS „Houston”, „Java” i HMAS „Perth”.  
Japońskie ciężkie krążowniki otworzyły ogień jako pierwsze z odległości powyżej 24 000 m, po czym ogień otworzyły alianckie ciężkie krążowniki i oba zespoły skierowały się na zachód na kursach równoległych. Już o 16:31 krążownik „De Ruyter” otrzymał pierwsze trafienie, aczkolwiek bez groźnych skutków. Teoretycznie oba zespoły miały podobną siłę, lecz w rzeczywistości po stronie Japończyków leżał szereg atutów. Ich dwa ciężkie krążowniki należały do jednych z najsilniejszych na świecie, uzbrojone w 10 dział kaliber 203 mm każdy, podczas gdy brytyjski HMS „Exeter” należał do „oszczędnościowego” typu i uzbrojony był jedynie w 6 dział tego kalibru, a amerykański USS „Houston” miał również 6 dział sprawnych z powodu zniszczenia rufowej wieży artyleryjskiej. Mniejsze znaczenie miała niewielka przewaga aliantów w lekkich krążownikach. Niejednorodność alianckiego zespołu nie wpływała dobrze na jego sprawność, gdyż załogi nie miały wcześniej okazji do ćwiczeń w jednym zespole, podczas gdy japońscy marynarze byli świetnie wyszkoleni do walk w zespole, a zwłaszcza do walk w nocy. Znaczącym czynnikiem okazała się także doskonałość techniczna torped kalibru 610 mm, w jakie uzbrojone były japońskie okręty. Ponadto, japońskie wodnosamoloty rozpoznawcze z okrętów przez większość czasu śledziły aliancki zespół i korygowały ogień artylerii, podczas gdy zespół kontradmirała Doormana pozbawiony był rozpoznania powietrznego. 
W celu wprowadzenia do walki artylerii 150 mm lekkich krążowników, kadm. Doorman zmienił kurs w celu zbliżenia się do przeciwnika. Niszczyciele japońskie z kolei wykonały atak torpedowy, ale nie był on skuteczny z dużej odległości. Na skutek jednak kolejnego ataku torpedowego, holenderski niszczyciel „Kortenaer” został trafiony torpedą, przełamał się i zatonął. Po godz. 17 krążownik „Exeter” został trafiony pociskiem, który rozerwał się w dziobowej kotłowni, uszkadzając 6 z 8 kotłów. W obłoku pary krążownik wykonał zwrot w lewo, na południe, w kierunku od przeciwnika. Za „Exeterem” zwrot wykonały zdezorientowane dalsze krążowniki, a w końcu, po około 5 minutach, także idący w czele flagowy „De Ruyter”. Lekki krążownik HMAS „Perth” postawił zasłonę dymną w celu osłony „Exetera”, kładąc się niemal na burtę w ciasnym zwrocie. Kadm. Doorman wysłał holenderskie i brytyjskie niszczyciele do ataku torpedowego. Brytyjski niszczyciel „Electra” po przejściu przez zasłonę dymną znalazł się w bezpośrednim pobliżu trzech niszczycieli japońskich, które, dysponując silniejszą artylerią kaliber 127 mm, zatopiły go w pojedynku ogniowym. Niewielkie uszkodzenia odniósł japoński „Asagumo”. Atak pozostałych niszczycieli alianckich nie powiódł się.

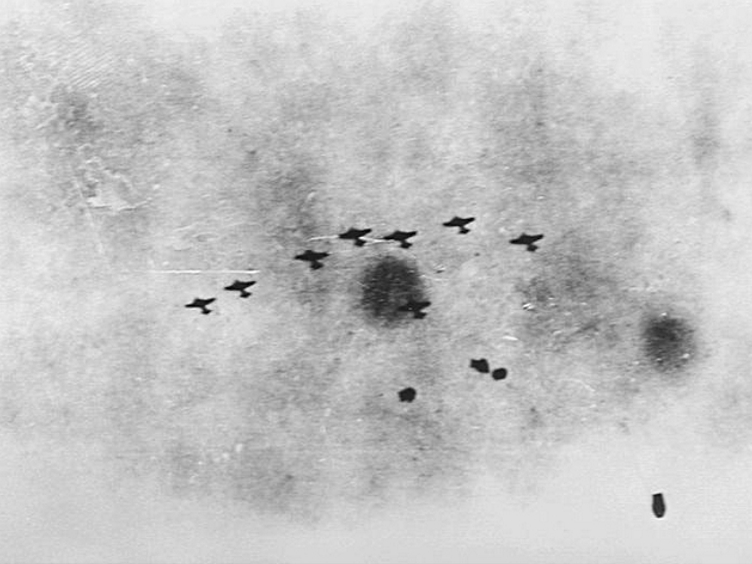
Japońskie bombowce z lotniskowca „Ryūjō” ostrzeliwane przez działa przeciwlotnicze alianckich okrętów. Zdjęcie wykonano z pokładu australijskiego krążownika HMAS „Perth”

Bój uległ przerwaniu. Uszkodzony „Exeter” popłynął w eskorcie niszczyciela „Witte de With” z małą prędkością do Surabai, a pozostałe okręty zgrupowania skierowały się na wschód. Równolegle do nich zawróciły na północy również okręty japońskie, odcinając je ponownie od osłanianych sił transportowych. Kontradmirał Doorman wysłał jeszcze 4 amerykańskie niszczyciele do ataku torpedowego z dużej odległości, lecz bez powodzenia, a następnie, po 18:30, w zapadających ciemnościach, utracił kontakt z siłami przeciwnika. Mimo to, japońskie samoloty rozpoznawcze śledziły ruchy alianckiego zespołu. Sprzyjała też obserwacji księżycowa noc.
Ok. 19:30 ponownie okręty obu stron weszły w pojedynek artyleryjski z odległości 8000 m, lecz wkrótce przerwany odejściem sił alianckich na południe, ku wybrzeżu Jawy. Około godziny 21 cztery amerykańskie niszczyciele odłączyły się od zespołu i skierowały do Surabai z powodu kończącego się paliwa i wystrzelanych wszystkich torped. Mimo to, reszta zespołu dalej krążyła u wybrzeża Jawy, w poszukiwaniu japońskich sił desantowych. O godzinie 21:25 brytyjski niszczyciel HMS „Jupiter” wszedł na minę holenderskiej zagrody minowej i zatonął (w starszej literaturze istnieje wersja o storpedowaniu go przez japoński okręt podwodny, co nie znajduje potwierdzenia). 
Mając już tylko jeden niszczyciel, kontradmirał Doorman ponownie zawrócił na północ, w kierunku wroga. Przy tym, niszczyciel „Encounter” odnalazł w morzu rozbitków z zatopionego „Kortenaera”. O 23:15 ponownie kurs przegrodziły zespołowi alianckiemu japońskie ciężkie krążowniki, w odległości ok. 8000 m. Podczas wymiany ognia „De Ryuter” został trafiony w dziób, po czym kontradmirał Doorman zarządził zawrócić przez prawą burtę, na południe, w kierunku od przeciwnika. O 23:22 japońskie krążowniki ciężkie „Nachi” i „Haguro” wystrzeliły w stronę alianckiej kolumny salwy złożone odpowiednio z ośmiu i czterech torped, znanych jako „długie lance”. O godz. 23:36 lekki krążownik „De Ryuter” został trafiony jako pierwszy przez torpedę pochodzącą z „Haguro”, która eksplodowała przy rufowym zbiorniku. Niespełna cztery minuty później  „Java” została trafiona jedną torpedą pochodzącą z krążownika „Nachi” w lewą burtę, co z kolei spowodowało eksplozję amunicji na rufie. „Java” zatonęła w ciągu 20 minut ok. 35 mil morskich na południowy zachód od wyspy Bawean, biorąc ze sobą na dno większość załogi – 512 z ok. 526 osób, wraz z dowódcą. Na tym starcie obu flot zakończyło się. Krążowniki HMAS „Perth” i USS „Houston” odeszły do Batawii. Po 3 godzinach „De Ruyter” zatonął z większością załogi – 344 osobami (uratowano 90). Zginęli również dowódca i kontradmirał Doorman, którzy nie opuścili tonącego okrętu.

## Podsumowanie
Mimo że celem japońskich sił osłony nie było zniszczenie alianckiej floty, lecz osłona sił transportowych, co powodowało defensywną taktykę, zdołali oni rozbić ostatni zorganizowany zespół silnych okrętów alianckich działający na wodach Indonezji, a tym samym wyeliminować przeszkody do opanowania Jawy i mórz wewnętrznych Indonezji. Japończycy odnieśli zwycięstwo umiejętnie manewrując i wykorzystując przewagę rozpoznania, wyszkolenia oraz techniczną, nie ponosząc przy tym strat. Trzeba przy tym podkreślić, że liczba trafień na okrętach alianckich była stosunkowo niewielka, jak na kilkugodzinne starcie (zwłaszcza porównując z agresywnymi działaniami krążowników japońskich na wodach Guadalcanalu). Flota aliancka podejmowała kilkakrotne śmiałe próby ataku, lecz na przebiegu bitwy zaważył też brak planu starcia ze strony aliantów. Bitwa była przy tym katastrofą holenderskiej marynarki wojennej, która nie uczestniczyła już w wojnie jako samodzielna siła zbrojna.  
Pozostałości Zespołu Uderzeniowego ABDACOM alianci próbowali w ciągu kolejnych dni wyewakuować z północnego wybrzeża Jawy na Ocean Indyjski, lecz krążowniki USS „Houston” i HMAS „Perth” i holenderski niszczyciel „Evertsen” zostały przechwycone przez japońskie okręty i zatopione w bitwie w Cieśninie Sundajskiej 28 lutego. Krążownik „Exeter” i niszczyciele HMS „Encounter” i USS „Pope” zostały przechwycone na Morzu Jawajskim przez japońskie okręty i zatopione w nierównej walce 1 marca (starcie to określane jest także jako druga bitwa na Morzu Jawajskim). Niszczyciel „Witte de With” został uszkodzony bombą w porcie w Surabai 1 marca, następnego dnia samozatopiony. Jedyne okręty, którym powiodło się przedarcie na Ocean Indyjski, to cztery amerykańskie niszczyciele USS „John D. Edwards”, „Alden”, „John D. Ford” i „Paul Jones”.

## Siły[2]
† - okręty zatopione (w toku samej bitwy)

# - okręty poważnie uszkodzone 

### Alianci
Zespół Uderzeniowy ABDACOM – kadm. Karel Doorman
- Ciężkie krążowniki:
  - USS „Houston”, HMS „Exeter”
- Lekkie krążowniki:
  - „De Ruyter”† (okręt flagowy), „Java”†, HMAS „Perth”
- 58 Dywizjon Niszczycieli US Navy:
  - USS „John D. Edwards” (DD-216), USS „Paul Jones” (DD-230) (typu Clemson)
- 59 Dywizjon Niszczycieli US Navy:
  - USS „John D. Ford” (DD-228), USS „Alden” (DD-211) (typu Clemson)
- niszczyciele brytyjskie: 
  - HMS „Electra”†, HMS „Encounter”, HMS „Jupiter”†,
- niszczyciele holenderskie:
  - „Witte De With”, „Kortenaer”† (typu Admiralen)

### Japonia
Wschodni zespół uderzeniowy – kadm. Shōji Nishimura
- 4 Eskadra Niszczycieli:
  - okręt flagowy
    - krążownik lekki „Naka” (okręt flagowy)

  - 2 Dywizjon Niszczycieli:
    - niszczyciele „Yudachi”, „Samidare”, „Murasame”, „Harusame” (typu Shiratsuyu)

  - 9 Dywizjon Niszczycieli: 
    - niszczyciele „Minegumo”, „Asagumo” (typu Asashio)

Wschodni zespół wsparcia – kadm. Takeo Takagi
- 5 Dywizjon Krążowników:
  - krążowniki ciężkie „Nachi” (okręt flagowy), „Haguro”
- 4 Eskadra Niszczycieli:
  - 24 Dywizjon Niszczycieli:
    - niszczyciele: „Yamakaze”, „Kawakaze” (typu Shiratsuyu)

  - 7 Dywizjon Niszczycieli:
    - niszczyciele: „Sazanami”, „Ushio” (typu Fubuki)
- 2 Eskadra Niszczycieli: (kadm. Raizō Tanaka) 
  - okręt flagowy:
    - krążownik lekki „Jintsu”

  - 16 Dywizjon Niszczycieli:
    - niszczyciele: „Yukikaze”, „Tokitsukaze”, „Amatsukaze”, „Hatsukaze” (typu Kagerō)